# Casalnuovo di Napoli
Casalnuovo di Napoli es un municipio italiano localizado en la ciudad metropolitana de Nápoles, región de Campania. Cuenta con 47.271 habitantes en 7,83 km².
Se encuentra aproximadamente a 10 km al norte de Nápoles y limita con las localidades de Acerra, Afragola, Casoria, Pollena Trocchia, Pomigliano d'Arco, Sant'Anastasia y Volla.

## Demografía
| Gráfica de evolución demográfica de Casalnuovo di Napoli entre 1861 y 2011 |
|                                                                            |
| Fuente ISTAT - elaboración gráfica de Wikipedia                            |

## Transportes

### Carreteras
ex Strada statale 162 NC Asse Mediano

### Ferrocarril
En el territorio municipal se encuentra la estación de ferrocarril Trenitalia Casalnuovo, ubicada en la línea férrea Roma-Cassino-Nápoles, y cuatro estaciones de la red "Circumvesuviana": Salice; Casalnuovo; La Pigna; Talona.